# Poliglotta
Un poliglotta (dal greco πολύγλωττος, polýglōttos, composto da poly- ‘poli-' e glṓtta ‘lingua’) è una persona con un alto grado di conoscenza di più lingue. Una persona capace di parlare due lingue correntemente è identificato come bilingue, tre lingue trilingue, quattro lingue quadrilingue; sopra le quattro lingue viene utilizzato il termine multilingue. La capacità di padroneggiare molte lingue è chiamata poliglottismo, o, più raramente, poliglottia. In alcuni casi si usano anche, in loro particolari accezioni, i termini multilinguismo e plurilinguismo, che sono in genere, tra loro, sinonimi. Un iperpoliglotta è una persona che parla fluentemente undici o più lingue. Il termine, raramente usato, è stato coniato dal linguista Richard Hudson nel 2003.
Ci sono diverse teorie sul perché alcune persone imparino molte lingue con relativa facilità, mentre altre apprendono con difficoltà anche una sola lingua straniera. Il neuroscienziato Katrin Amunts ha studiato il cervello di Emil Krebs e ha determinato che la sua area di Broca, responsabile per il linguaggio, era organizzata in maniera differente da chi parla una sola lingua. Dall'altro lato, il neurolinguista Loraine Obler ha suggerito un collegamento con il Geschwind-Galaburda cluster.

## Poliglotti degni di nota
- Federico II di Svevia (1194-1250)
- Giovanni Pico della Mirandola (1463-1494)
- Maria Gaetana Agnesi (1718 – 1799)
- William Jones (1746-1794)
- Thomas Young (1773-1829), scienziato britannico, famoso per le ricerche riguardanti la luce e la meccanica dei solidi e per i suoi contributi alla fisiologia e all'egittologia.
- Giuseppe Mezzofanti (1774-1849), cardinale italiano, che insegnò arabo, greco e varie lingue orientali all'Università di Bologna, è considerata figura di «eminente poliglotta».[7]
- Jean-François Champollion (1790-1832), padre dell'egittologia, parlava perfettamente 10 lingue.
- Michael Ventris (1922-1956), architetto e linguista britannico, studioso delle civiltà minoica e micenea.
- John Bowring (1792-1872)
- Hans Conon von der Gabelentz (1807-1874)
- Richard Francis Burton (1821-1890)
- Pedro II del Brasile (1825-1891), imperatore del Brasile
- Heinrich Schliemann (1822-1890), scopritore della città di Troia, parlava circa 15 lingue.
- Georg Sauerwein (1831-1904)
- Ludwig Lejzer Zamenhof (1859-1917), padre della lingua internazionale Esperanto.[8]
- Giuseppe Tucci (1894-1984), italiano, orientalista, esploratore e storico delle religioni.
- Sándor Kőrösi Csoma (1784-1842), filologo, linguista e orientalista ungherese.
- Emil Krebs (1867-1930)
- Harold Williams (1876-1928), giornalista neozelandese e linguista. Affermava di parlare oltre 58 lingue.[9]
- Antonio Rizzo (1885-1951), generale di brigata del Regio Esercito.[10]
- Aurélien Sauvageot (1897-1988)[11]
- William James Sidis (1898-1944)
- Giovanni Paolo II (1920-2005)
- Mario Pei (1901-1978)
- Carlo Tagliavini (1903-1982)[12]
- Ronald Syme (1903-1989), storico dell'antica Roma.
- Uku Masing (1909-1985), linguista, teologo, etologo e poeta estone. Affermava di parlare fluentemente circa 65 lingue.[13]
- Kató Lomb (1909-2003)
- Charles Berlitz (1914-2003), saggista e linguista, nipote del celebre linguista Maximilian Berlitz, fondatore dell'omonima scuola di lingua con sedi in tutto il mondo. Nel corso della sua vita apprese più di 10 lingue che sapeva padroneggiare fluentemente.
- Georges Schmidt (1915-1990)[14]
- Vernon A. Walters (1917-2002), militare e diplomatico statunitense
- Alessandro Bausani (1921-1988), tra i massimi islamisti italiani, conoscitore di oltre trenta lingue, tra cui il Cherokee.
- Max Mangold (1922-2015), fonetista tedesco d’origine svizzera.
- Gabriele Mandel (1924-2010), islamista, storico dell'arte, psicanalista, artista e traduttore.
- Audrey Hepburn (1929-1993)
- Riccardo Bertani (1930-2023), singolare figura di iperpoliglotta di estrazione contadina.
- Kenneth Hale (1934-2001)
- Claude Hagège (1936-), linguista francese con conoscenza di circa 50 lingue.
- Marcel Courthiade (1953-2021), linguista francese.
- Powell Janulus (1939-), nel 1985 è entrato nel Guinness dei Primati per la sua capacità di parlare fluentemente in 42 lingue.
- Alexander Arguelles (1964-)
- Ghil'ad Zuckermann (1971-)[15][16]
- Tim Doner (1995-), statunitense, all'età di 13 anni iniziò a imparare l'ebraico. È in grado di parlare circa 20 lingue, tra cui arabo standard e arabo egiziano, francese, yiddish, tedesco, cinese mandarino, italiano, pashto, persiano, ebraico, hausa, wolof, ojibwe, giapponese, russo, urdu, xhosa, swahili, hindi, turco, olandese e indonesiano.
- Stanislav Krikun (1997-), ucraino, a 17 anni era già considerato un giovane e promettente iperpoliglotta esistente. Al 2014 era in grado di conversare in 24 lingue, tra cui inglese, francese, russo, italiano, farsi, tedesco, swahili, olandese, greco moderno, arabo standard, arabo egiziano, spagnolo, indonesiano, lingua ebraica, yiddish, turco, cinese, rumeno e portoghese.[senza fonte]